# Frederic Clements
Frederic Edward Clements (Lincoln, Nebraska, 16 de setembro de 1874 – Santa Bárbara, Califórnia, 26 de julho de 1945) foi um botânico estadunidense. Seus estudos botânicos foram muito importantes para o estudo da ecologia vegetal.
Clements é mais conhecido por sua teoria da sucessão de plantas. Para ele, uma comunidade vegetal passaria por uma série previsível de estágios de desenvolvimento e que poderiam comparáveis ao desenvolvimento de um organismo. A fase final ou comunidade clímax, seria então determinada pelas condições climáticas de uma área geográfica. 

## Biografia
Clements nasceu em Lincoln, Nebraska em 1874. Seus pais, Ephraim George Clements, foi um fotógrafo que serviu na Guerra Civil com a Infantaria de Nova York; sua mãe era Mary Angeline Scoggin Clements. Toda a formação acadêmica de Frederic Clements se deu na Universidade de Nebraska. Após ter concluído o Bacharelado em Ciências em 1894, foi nomeado Instrutor Assistente em Botânica na mesma universidade. Quatro anos depois, juntamente com Roscoe Pound (1870-1964), defendeu a tese intitulada The Phytogeography of Nebraska (Pound & Clements, 1898) em Nebraska. Clements foi aluno de Charles E. Bessey (1845-1915), conceituado professor de Botânica na Universidade de Nebraska de 1884 a 1915. 
Em 1899, Clements casou-se com Edith Gertrude Schwartz (1877-1971), que passou a se chamar Edith Gertrude Schwartz Clements. O casal se conheceu na Universidade de Nebraska. Edith se interessou pela botânica e concluiu o seu doutorado em 1906. Foi a primeira mulher a obter um Ph.D pela Universidade de Nebraska. Edith e Clements não tiveram filhos.
O casal Clements, durante suas férias em Pike’s Pike (montanha que faz parte das Montanhas Rochosas, no estado do Colorado), decidiram criar o Laboratório Alpino apelidado de “Pinecroft”, onde poderiam realizar experimentos em ecologia na região. Clements e Edith iniciaram uma nova linha de pesquisa aplicando métodos experimentais ao estudo da vegetação como um organismo. Também foi desenvolveram um método de experimento de controle com plantas sob diferentes situações de água e luz, nas montanhas do Colorado.
Frederic Clements começou a se destacar em 1905, com a publicação de seu livro Research Methods in Ecology. Clements elaborou um "manual" para pesquisadores e para estudantes, pois via a necessidade da criação de um sistema para o estudo da ecologia. Também apresentou pela primeira vez a ideia da vegetação atuando como um "organismo complexo", que possui funções e estrutura, e passa por um ciclo de desenvolvimento semelhante ao da planta. Para Clements, a comunidade vegetal era, de fato, um "organismo complexo" com uma fisiologia que poderia ser estudada com a mesma precisão de um organismo em laboratório.
Essas ideias originais foram influentes e controversas durante toda a vida de Clements.[carece de fontes?]
Clements permaneceu trabalhando na Universidade de Nebraska como professor e pesquisador até 1907, quando então foi convidado a trabalhar como professor e chefe do departamento de botânica (entre 1907 e 1917) na Universidade de Minnesota.[carece de fontes?]
Em seu trabalho mais conhecido, Plant succession: an analysis of the development of vegetation (1916), Clements discorreu sobre os processos envolvidos na formação do clímax, descreveu as etapas de seu desenvolvimento, os principais agentes e sugeriu modos para o seu estudo. Descreveu a sucessão de plantas como um processo de desenvolvimento no qual a comunidade passa por uma série bem definida de etapas que resulta em uma comunidade clímax. Para Clements, o clima é o fator de controle geral da vegetação.
Após a publicação do Plant succession, Clements foi nomeado como um associado de pesquisa em tempo integral do Instituto Carnegie de Washington e passou a ser responsável também pelo Laboratório do Deserto (Desert Laboratory) em Tucson, Arizona. Com o financiamento da instituição, Clements planejou e orientou pesquisas sobre diversas espécies botânicas e os impactos dos fatores físicos em seu ambiente.
Clements foi um dos ecólogos mais influentes durante as duas primeiras décadas do século XX. O Biographical Dictionary of American and Canadian naturalists and environmentalists (1997), enumera sucintamente maiores contribuições de Clements como "o desenvolvimento do quadro teórico formal de ecologia vegetal, criação de sistema de nomenclatura ecológica, a introdução de métodos quantitativos para o estudo da vegetação", e "extensa pesquisa de campo em ecologia vegetal." O trabalho desenvolvido por Clements contribuiu de maneira significativa para os estudos ecológicos e para a institucionalização da ecologia, apesar de algumas críticas recebidas na época.[carece de fontes?]
A saúde de Clements foi se agravando nos últimos vinte anos. Frederic se aposentou do Carnegie em 1941, aos 66 anos. Faleceu em Santa Barbara, Califórnia, em 26 de julho de 1945.[carece de fontes?]

## Publicações selecionadas
- com Roscoe Pound  (1870-1964) The phytogeography of Nebraska (1898)
- Histogenesis of Caryophyllales (1899)
- Greek and Latin in Biological Nomenclature (1902)
- Herbaria Formationum Coloradensium (1902)
- Development and Structure of Vegetation (1904)
- Research Methods in Ecology (1905)
- Plant Physiology and Ecology (1907)
- Cryptogamae Formationum Coloradensium (1908)
- Minnesota Mushrooms (1910)
- com Edith Schwartz Clements (1877-1971) Rocky Mountain Flowers (1914)
- Plant Succession (1916)
- Plant Indicators (1920)
- Aeration and Air-Content (1921)
- com  Harvey Monroe Hall (1874-1932), The Phylogenetic Method in Taxonomy (1923)
- com Frances Louise Long, Experimental pollination; an outline of the ecology of flowers and insects (1923)
- com John Ernest Weaver (1884-1966), Experimental Vegetation (1924)
- com  Glenn Warren Goldsmith (1886-1943),  The phytometer method in ecology; the plant and community as instruments (1924)
- Plant Succession and Indicators (1928, reimpresso em 1973)
- com Edith Clements, Flower Families and Ancestors (1928)